# Cartes du ciel de la basilique Saint-Sernin
Les cartes du ciel de la basilique Saint-Sernin sont des peintures murales à la basilique Saint-Sernin de Toulouse, représentant une carte astronomique et une carte des vents. Elles ont pu être datées du XIIIe siècle et mises en rapport avec les débuts de l'Université de Toulouse, créée en 1229. Elles témoignent de la transmission, au Moyen Âge, de la science astronomique antique ainsi que de la vie intellectuelle de la basilique.

## Contexte
On trouve de nombreux témoignages d'une science astronomique naissante dans plusieurs civilisations anciennes. Les prêtres mésopotamiens qui cherchaient, par ce biais, à décrypter les messages divins et à prédire l'avenir de leur vaste royaume ont ainsi établi les fondements d'une première astronomie que les Grecs ont ensuite développée à partir du VIe siècle av. J.-C. avant notre ère. Désireux de comprendre l'organisation de l'univers céleste, ils ont eu recours aux mathématiques pour décrire un ensemble complexe de sphères mouvantes au centre duquel ils ont placé la Terre, inaugurant ainsi la conception géocentrique.
À l'époque romaine, depuis Alexandrie, l'astronome Ptolémée et son ouvrage l'Almageste ont contribué à leur tour à la transmission et au développement du savoir astronomique grec. Les savants byzantins se sont chargés ensuite de conserver et de commenter ces connaissances. Leurs voisins orientaux, alors dans l'âge d'or de leur civilisation, s'y sont intéressés et les ont traduites en arabe. Au gré de leurs conquêtes, ils les ont emmenées jusqu'en Andalousie où elles ont été traduites en latin.
On retrouve ce savoir antique au XIIIe siècle dans un ouvrage publié par l'Anglais Joannes Sacrobosco, ouvrage dont l'étude s'est imposée dans toutes les universités à partir de 1366. C'est ainsi que l'étude de l'astronomie a trouvé sa place, au Moyen Âge, dans l'enseignement universitaire dispensé dans les lieux religieux.
Les deux cartes du ciel présentes dans la basilique Saint-Sernin de Toulouse témoignent de ce savoir astronomique ancien. Inaccessibles au grand public, ces cartes sont deux peintures murales situées dans une galerie inférieure du collatéral nord de l'édifice.

## Description et analyse
Ces peintures prennent place dans une des travées de la galerie et en constituent le seul élément d'ornementation. On les trouve sur un mur encadré de piliers ainsi que sur la voûte en demi-berceau qui le prolonge.
Sur le mur de briques recouvert d'un mortier de chaux et de sable fin et maquillé en mur de pierres, sont dessinées côte à côte deux cartes circulaires. Elles ont été peintes à la détrempe à l'ocre rouge. On trouve sur la voûte le tracé d'étoiles à cinq branches.

### Carte géocentrique

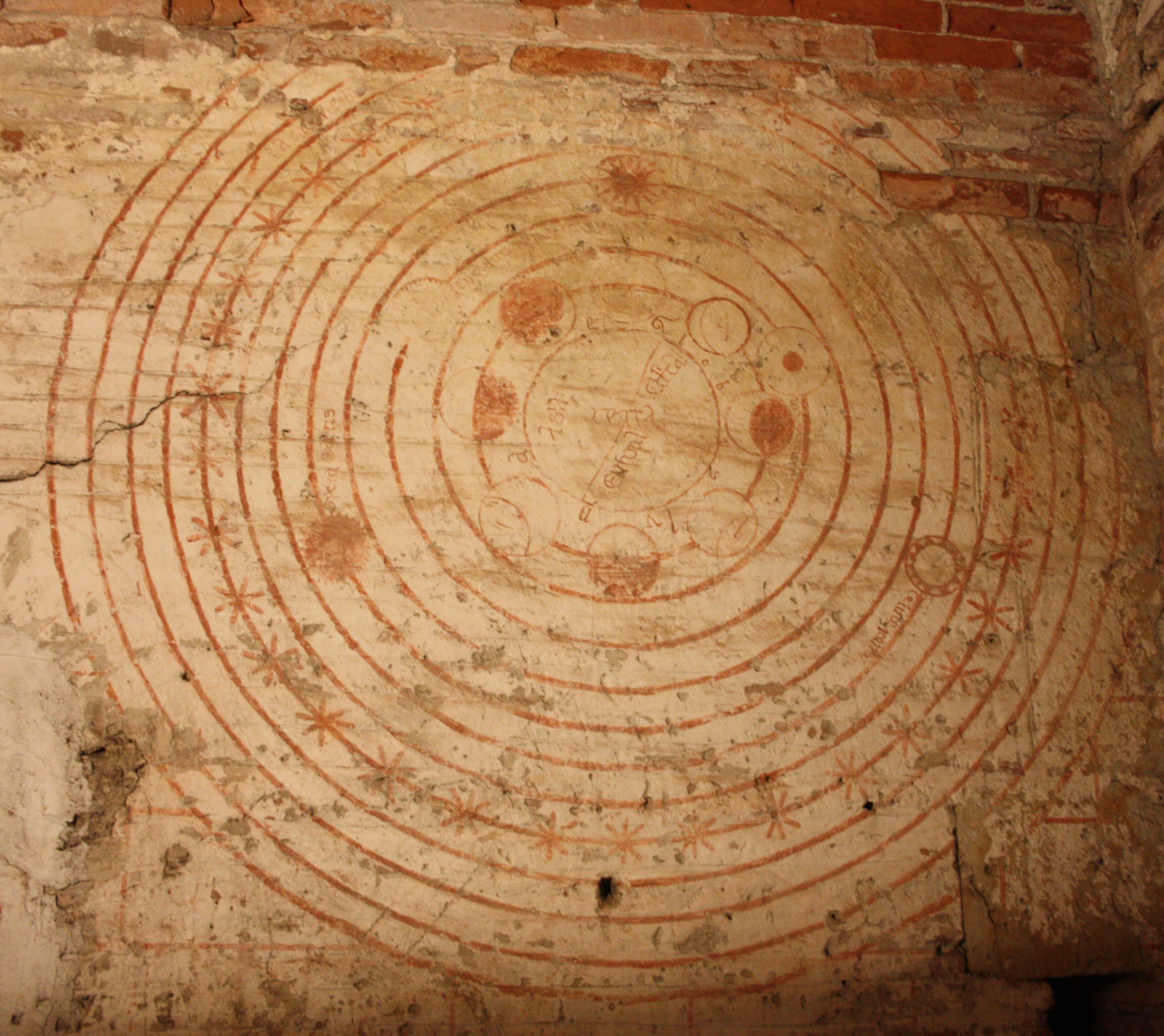
Carte géocentrique.

Conservée dans sa plus grande partie, cette carte astronomique représente l'univers dans une vision géocentrique, tel que l'on se le figurait depuis l'Antiquité et jusqu'en 1543, date à laquelle le savant Copernic proposa la conception héliocentrique.
La carte est composée de douze cercles concentriques entourant la Terre sur laquelle sont mentionnés les trois continents alors connus (Asia dans la moitié gauche ; Europa, dans le quart inférieur et Africa dans le quart supérieur) ainsi qu'un axe nord-sud. On peut noter que la Terre n'est pas centrée sur l'Europe et est orientée selon le vrai nord.
Les sept premiers cercles peints sont les orbites présumées de plusieurs astres nommés en latin : 
- globus lunae [le globe de la Lune] (représentée dans ses huit phases) ;
- les cinq planètes découvertes à cette époque : 
  - via mercurii [la trajectoire de Mercure] ;
  - circulus veneris [le cercle de Vénus] ;
  - sfera martis [la sphère de Mars] ;
  - celum jovis [le ciel de Jupiter] ;
  - Saturne qui n'est pas visible sur la carte devait logiquement se trouver dans la zone, aujourd'hui effacée, en haut de la carte. Sa position sommitale pourrait renvoyer, par homonymie, au premier évêque de Toulouse et saint patron de l'église, Saturninus[2] dont le nom évolua, en langue d'oc, en Sarni et fut ensuite francisé en Sernin.
- casa solis [la résidence du Soleil] placé entre Vénus et Mars.

Le huitième cercle correspond à la sphère des fixes. Les étoiles qui y sont représentées sont espacées les unes des autres de dix degrés.
Le neuvième cercle est ce que l'on appelait le Primum Mobile. Ce dernier était, selon la croyance, responsable du mouvement rotatif de l'Univers.
Enfin, les inscriptions autour des trois derniers cercles n'étant plus lisibles, il est impossible de les identifier avec exactitude. Cependant, il est probable qu'ils représentaient les sphères célestes où séjournent les anges ainsi que l'Empyrée où trône Dieu.

### Carte des vents

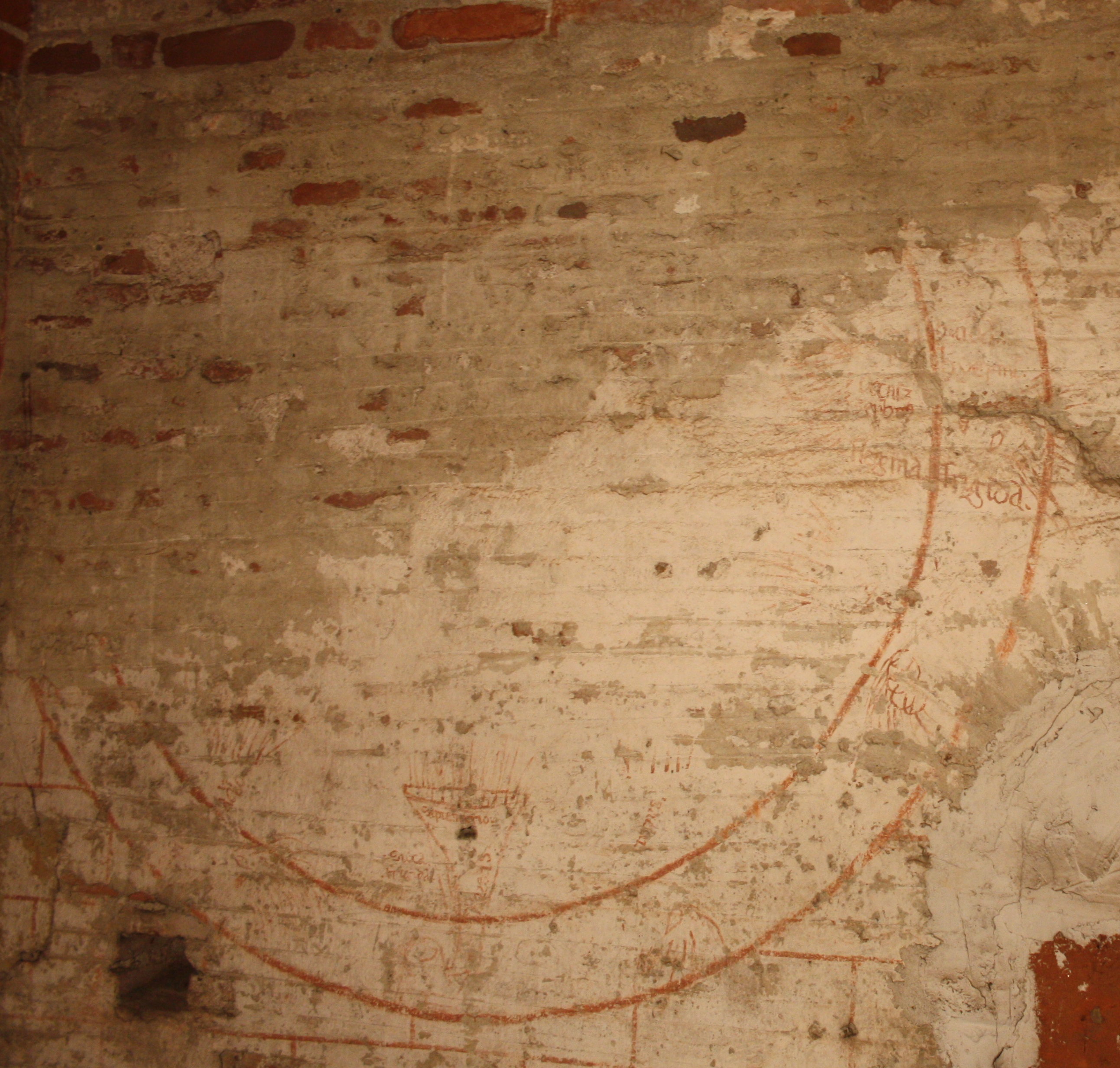
Carte des vents.

Cette carte, très mal conservée (toute la partie supérieure manque), est en grande partie illisible. On y trouve deux cercles concentriques qui dessinent une bande circulaire. Y figurent plusieurs annotations et signes difficilement déchiffrables : des nuages et, dans la partie inférieure de la bande circulaire, une corne d'où sortent plusieurs traits de peinture qui représentent certainement le vent. Deux mots latins encore lisibles corroborent cette interprétation : tracé au bas de la corne, le mot septentrio (le septentrion, vent du nord) et, écrit sur le côté de la corne, le mot Boreas (Borée, dieu des vents dans la mythologie gréco-romaine).
On distingue encore, dessinés sur la partie médiane de la bande, d'autres traits qui laissent supposer qu'un autre vent devait être mentionné là : si l'on prend pour repère le point cardinal qui figure le nord au bas de la carte, on peut supposer qu'il s'agit de Zéphyr (vent d'ouest), identifié dans la mythologie comme le frère de Borée.
Ces différents signes et annotations permettent d'identifier une rose des vents semblable à celle que le philosophe grec Aristote présente dans son ouvrage Météorologiques

## Hypothèses

### La visée de ces représentations
La maladresse relative du dessin montre que le peintre qui a réalisé ces cartes n'était pas un artiste expérimenté. Cela semble indiquer qu'elles n'ont pas été peintes dans un but artistique mais didactique. Ainsi s'expliquerait la présence d'annotations qui nomment ou explicitent les éléments figurés. De surcroît, le fait que les deux cartes aient été disposées côte à côte et non superposées l'une à l'autre pourrait montrer que le but de celui qui les a peintes n'était pas de proposer un schéma complexe mais au contraire de rendre les éléments présentés plus lisibles et, par là, plus facilement compréhensibles.
Cependant, la représentation proposée par la carte astronomique ne peut pas être qualifiée de réaliste, ce qui, d'un point de vue didactique, est très préjudiciable. Outre les erreurs dues au modèle géocentrique, la carte présente des incohérences qui auraient pu aisément être repérées et corrigées en s'appuyant sur les connaissances de l'époque. En particulier, la position relative des planètes et du Soleil est irréaliste : en effet, sur la carte, l'élongation de Vénus et Mercure vaut approximativement pour chaque planète 60 degrés. Ces valeurs sont de loin supérieures à celles que l'on mesure dans la réalité où elles ne dépassent jamais 47,8 degrés pour Vénus et 27 degrés pour Mercure. De plus, la carte ne prend pas en compte les épicycles du modèle géocentrique en usage. Malgré ces imprécisions, cette carte du ciel a le mérite d'exposer de manière synthétique et schématique l'essentiel des connaissances dont on disposait alors sur l'Univers.
Si l'on considère que ces cartes obéissent à une vocation didactique, il faut enfin supposer qu'elles ont été réalisées dans un lieu spécifique consacré à l'enseignement de la science astronomique. Cette hypothèse est cependant difficilement acceptable compte tenu d'abord de l'exiguïté du lieu et de sa difficile accessibilité. En outre, rien ne permet d'assurer que la basilique Saint-Sernin ait été un lieu d'enseignement. Tout au plus, les deux cartes témoignent-elles des préoccupations scientifiques qui animaient la vie intellectuelle de la ville au Moyen Âge.

### Hypothèses de datation
La date à laquelle ont été peintes les deux cartes reste encore inconnue. On peut cependant légitimement supposer qu'elles sont antérieures au XVe siècle, date de la découverte de l'Amérique qui ne figure pas sur la carte géocentrique, et nécessairement postérieures au XIIe siècle, date de la construction de la basilique.
On peut formuler plusieurs hypothèses de datation plus précises :
- La première ferait coïncider la réalisation des deux cartes avec la fondation de l'université de Toulouse en 1229. Cette hypothèse confirmerait la possible visée didactique des peintures qui dateraient donc du XIIIe siècle[2].
- On pourrait aussi situer leur exécution après la publication du traité de Joannes Sacrobosco et la propagation, au XIVe siècle, de son étude au sein des universités. Une telle hypothèse expliquerait l'existence d'une ancienne carte dont on a relevé la présence[8] : devenue obsolète, cette première carte aurait été recouverte par une autre, plus conforme à l'état des connaissances telles que les exposait le traité du savant anglais. La carte visible aujourd'hui serait donc la carte modifiée peinte au XIVe siècle.

## État et restauration

### État

#### La voûte

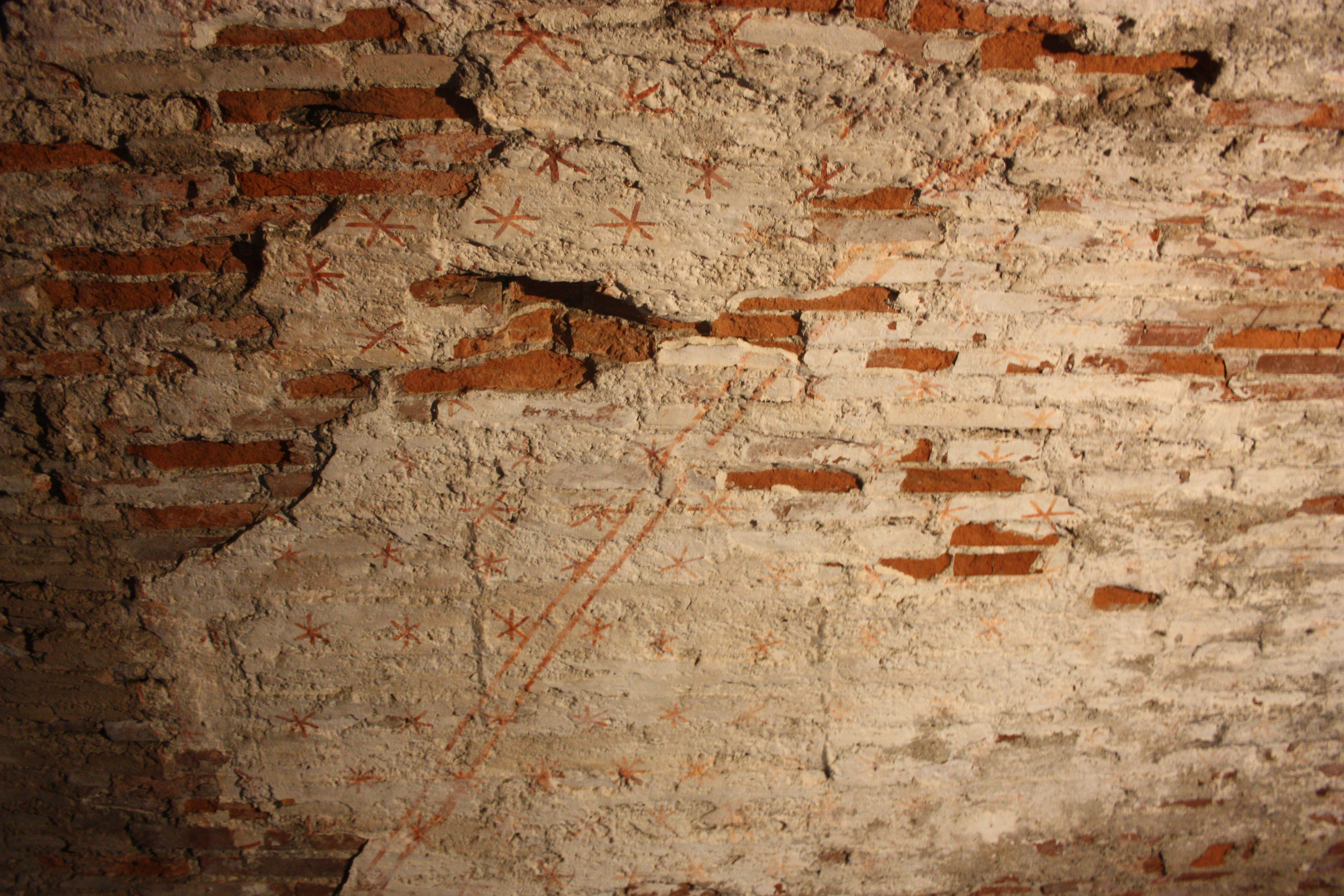
Voûte de la travée.

La voûte a particulièrement souffert de l'humidité. Si les briques noires n'ont pas ou très peu été abîmées, les briques rouges, en revanche, ont été très endommagées par l'eau qui s'est infiltrée par la toiture. Cette altération dite « en feuillets » se caractérise par une cristallisation de sels de sulfate de calcium, aussi appelés gypse. La présence de tels cristaux est très fréquente sur un mur de briques extérieur du fait de la réaction chimique qui se produit entre les sulfates et les carbonates de calcium très présents dans l'air compte tenu de la pollution ambiante.
On a cependant relevé dans la galerie inférieure de la basilique, pourtant fermée à l'air libre, des concentrations de gypse anormalement élevées que l'on peut expliquer ainsi : lors des travaux de restauration de la basilique menés au XIXe siècle, les architectes ont utilisé massivement du plâtre. Les lessivages successifs de ce matériau étalé sur la toiture expliquent sans doute l'apparition du sulfate de calcium responsable de l'altération des briques.
En outre, le mortier de jointoiement qui déborde parfois largement, s'est hydrolysé au contact de l'eau infiltrée et a perdu sa cohésion au point qu'il se décolle du support en briques.
La couche picturale de la voûte a, elle aussi, beaucoup souffert de l'humidité. La peinture ocre rouge est très abrasée dans certaines zones. La couche picturale s'est largement calcitée : le carbonate de calcium présent dans le matériau est passé à l'état solide sous l'action de l'eau.

#### Le mur droit
Les altérations que présente le mur sont communes à celles que présente la voûte, On retrouve au niveau des briques rouges situées sur la partie haute du mur la même altération en feuillets. Les infiltrations d'eau sont également responsables de la dégradation et de la disparition, dans certaines zones, du mortier fin sur lequel a été étalé le badigeon de chaux. On constate enfin une fissure qui court depuis le haut du mur.
La couche picturale, quant à elle, a disparu en haut et en bas. On constate beaucoup de lacunes. Le badigeon de chaux censé la recevoir s'est beaucoup effrité et est parfois très abrasé.

### Restauration
Après un dépoussiérage au pinceau doux, plusieurs techniques de restauration ont été mises en œuvre au niveau de la voûte comme le refixage des soulèvements de la couche picturale, technique qui permet, par l'utilisation de certains produits (ici le Primal E330 à 2,5 % dans l'éthanol), de recoller les différentes couches de pigments. Le support a également été consolidé, notamment avec le délitage de la brique et le soulèvement du mortier: une des techniques utilisées a consisté à poser des solins dont la couleur a été harmonisée avec le reste des peintures.
En ce qui concerne le mur droit, où figurent les deux cartes, un relevé in situ a été réalisé sur film transparent afin de mieux percevoir les différentes écritures.
Du fait de la forte altération subie, au fil du temps, par la voûte, Françoise Tollon, spécialiste en conservation et restauration de sculptures et peintures murales, craint qu'avec la quantité de gypse déjà observée, l'altération de la voûte ne continue en dépit de la mise hors d'eau du site. Elle préconise de « surveiller régulièrement l'état de conservation de cette peinture, et de vérifier à cette occasion l'efficacité du traitement ».

## Œuvres connexes

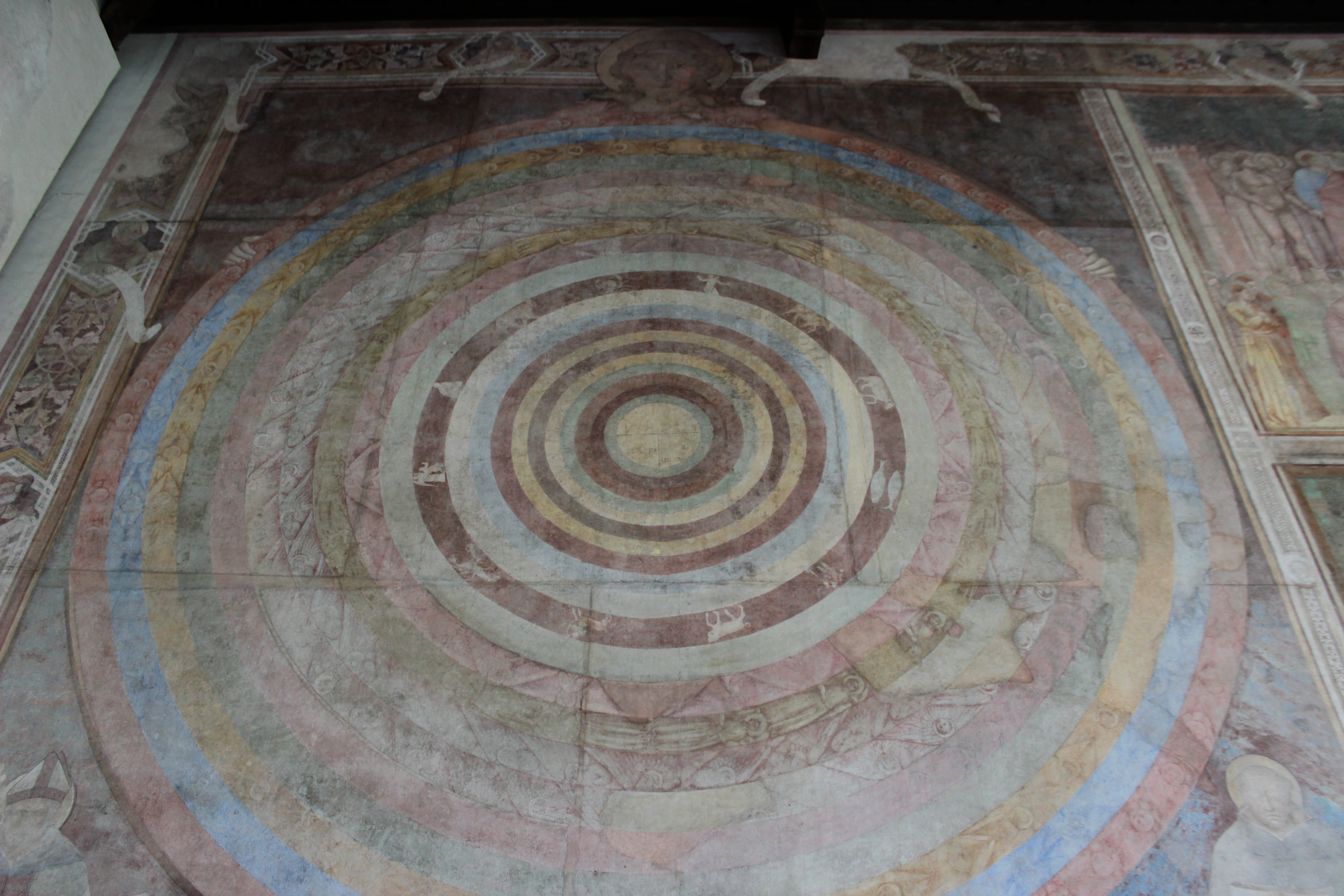
Carte géocentrique, Piero di Puccio, Camposanto monumentale de Pise, XIVe siècle.

Il est possible d'établir de nombreux liens entre la carte géocentrique de la basilique Saint-Sernin et d'autres cartes lui étant contemporaines.
Ainsi la carte du ciel du Camposanto monumentale à Pise, une fresque réalisée par le peintre Piero di Puccio dans la seconde moitié du XIVe siècle (très endommagée lors des bombardements du 27 juillet 1944), présente de nombreuses similitudes avec la carte de la basilique Saint-Sernin.
En premier lieu, les deux cartes sont géocentriques et découpent la Terre en trois continents (Europe, Asie et Afrique). On retrouve également des cercles peints autour de la Terre : les sept premiers représentent chacun la trajectoire d'une planète tandis que le huitième correspond, pour les deux cartes, à la sphère des étoiles fixes. Enfin, les neuvièmes sphères semblent toutes deux représenter le Primum Mobile et les dernières l'Empyrée.
Ces similitudes laissent penser que les cartes ont une origine scientifique commune ; cependant elles diffèrent quant à leur vocation, celle de la basilique Saint-Sernin aurait, a priori, une vocation didactique (elle est d'ailleurs située dans un espace isolé de l'édifice) quand la carte de Piero di Puccio, peinte dans le cimetière du Dôme de Pise, aurait donc une visée plus décorative qu'universitaire.